# Kniphofia rooperi
Kniphofia rooperi là một loài thực vật có hoa trong họ Thích diệp thụ. Loài này được (T.Moore) Lem. miêu tả khoa học đầu tiên năm 1854.